# Фрутал (микрорегион)

Фрутал на карте.

Фрутал (порт. Microrregião de Frutal) — микрорегион в Бразилии, входит в штат Минас-Жерайс. Составная часть мезорегиона Триангулу-Минейру-и-Алту-Паранаиба. 
Население составляет 	179 512	 человек (на 2010 год). Площадь — 	16 839,969	 км². Плотность населения — 	10,66	 чел./км².

## Демография
Согласно сведениям, собранным в ходе переписи 2010 г. Национальным институтом географии и статистики (IBGE), население микрорегиона составляет:						
| Полное население                             | Полное население                             | Полное население                             | Полное население                             | 179 512 |
| -------------------------------------------- | -------------------------------------------- | -------------------------------------------- | -------------------------------------------- | ------- |
| в том числе:                                 | Городское население                          | 150 553                                      | Процент городского населения, %              | 83,87   |
|                                              | Сельское население                           | 28 959                                       | Процент сельского населения, %               | 16,13   |
|                                              | Мужское население                            | 91 898                                       | Процент мужского населения, %                | 51,19   |
|                                              | Женское население                            | 87 614                                       | Процент женского населения, %                | 48,81   |
| Плотность населения, чел/км²                 | Плотность населения, чел/км²                 | Плотность населения, чел/км²                 | Плотность населения, чел/км²                 | 10,66   |
| Население микрорегиона в % к населению штата | Население микрорегиона в % к населению штата | Население микрорегиона в % к населению штата | Население микрорегиона в % к населению штата | 0,92    |

## Статистика
- Валовой внутренний продукт на 2003 год составляет 2 633 970 438,00 реалов (данные: Бразильский институт географии и статистики).
- Валовой внутренний продукт на душу населения на 2003 год составляет 16 753,46 реалов (данные: Бразильский институт географии и статистики).
- Индекс развития человеческого потенциала на 2000 год составляет 0,791 (данные: Программа развития ООН).

## Состав микрорегиона
В составе микрорегиона включены следующие муниципалитеты:
1. Кампина-Верди
2. Карнейринью
3. Комендадор-Гомис
4. Фронтейра
5. Фрутал
6. Итапажипи
7. Итурама
8. Лимейра-ду-Уэсти
9. Пиражуба
10. Планура
11. Сан-Франсиску-ди-Салис
12. Униан-ди-Минас